# Chinasat 9
Chinasat 9, también conocido como Zhongxing 9 o ZX-9, es un satélite de comunicaciones chino. Fue lanzado desde la plataforma 2 del Centro de Lanzamiento de Satélites de Xichang el 9 de junio de 2008 a las 12:15 GMT en una lanzadera espacial Long March 3B. Está basado en el satélite modelo Spacebus 4000C2 y fue construido en Francia por Thales Alenia Space en su Cannes Mandelieu Space Center. Es una de las varias naves Chinasat en órbita.
Se lanzó para funcionar como un satélite de retransmisión para los Juegos Olímpicos de Pekín 2008 y posteriormente sería usado para comunicaciones generales. Es operado por China Direct Broadcast Satellite Company en el nombre del Ministerio de Correo y Telecomunicaciones de China. Está equipado con 22 transpondedores Banda J OTAN (IEEE Banda Ku). Está en una órbita geoestacionaria a una logintud de 92,2° este.